# Palazzo della Radio
Il palazzo della Radio è un palazzo di Roma sito in via Asiago, 10, nel quartiere Della Vittoria.
Il palazzo fu costruito tra il 1929 e il 1931 e divenne sede dell'Ente Italiano per le Audizioni Radiofoniche (EIAR), passando poi alla Rai, di cui fu una delle principali sedi fino alla costruzione del palazzo della Direzione generale nel 1965, ed è ancora sede di Rai Radio.

## Storia
Il palazzo fu commissionato dall'Ente Italiano per le Audizioni Radiofoniche (EIAR), in sostituzione del palazzo di via Maria Cristina e venne progettato dall'architetto e ingegnere Costante Emilio Marchesi Cappai, fratello dell'allora Presidente del consiglio d'amministrazione dell'URI/EIAR Enrico Marchesi. I lavori di costruzione iniziarono nell'autunno 1929 e si conclusero nel 1931.

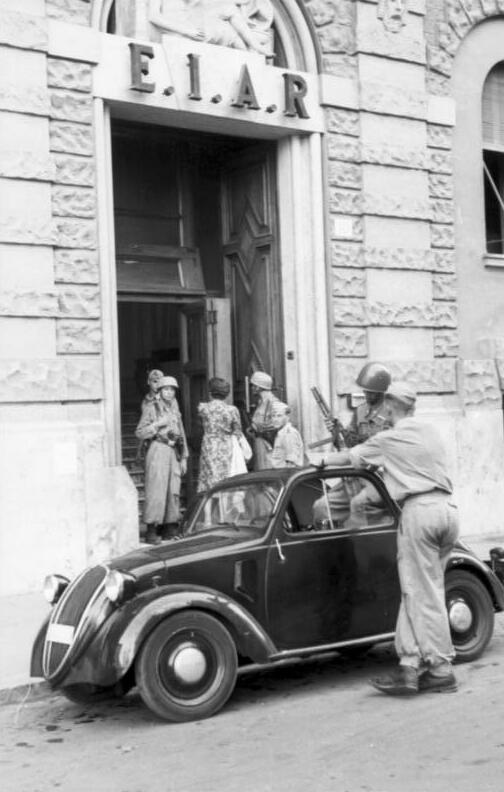
L'ingresso del palazzo nel 1943 durante l'occupazione tedesca degli uffici EIAR (foto dell'Archivio federale tedesco).

Durante la seconda guerra mondiale, dopo l'armistizio di Cassibile, lo stabile fu occupato dalle truppe naziste il 10 settembre 1943, che ripresero le trasmissioni radiofoniche diffondendo propaganda fascista per bocca del tenente della Wehrmacht Edmund Theil. In vista della liberazione di Roma, avvenuta nel giugno 1944, i nazisti in ritirata distrussero i trasmettitori di Prato Smeraldo e Santa Palomba, asportando inoltre tutte le apparecchiature del palazzo di via Asiago.
Nel 2022 il Fondo per l'Ambiente Italiano (FAI) in collaborazione con Rai, per celebrare il 90° anniversario del palazzo, ha organizzato delle visite guidate al suo interno. Sempre nell'ambito delle stesse celebrazioni, Rai Radio ha organizzato all'interno della Sala A del palazzo il concerto Ennio's Dream, in memoria del compositore Ennio Morricone, svolto dalla Banda musicale della Polizia di Stato e trasmesso in diretta su Rai 5 (anche su RaiPlay), Rai Radio 1 e Rai Radio 3 Classica (anche su RaiPlay Sound). Tra il 2024 e il 2025, nell'ambito delle celebrazioni per il centenario della radio e il 150° anniversario della nascita di Guglielmo Marconi, ha ospitato la mostra Guglielmo Marconi - Prove di trasmissione, sempre in collaborazione col FAI.